# Urbas Berg

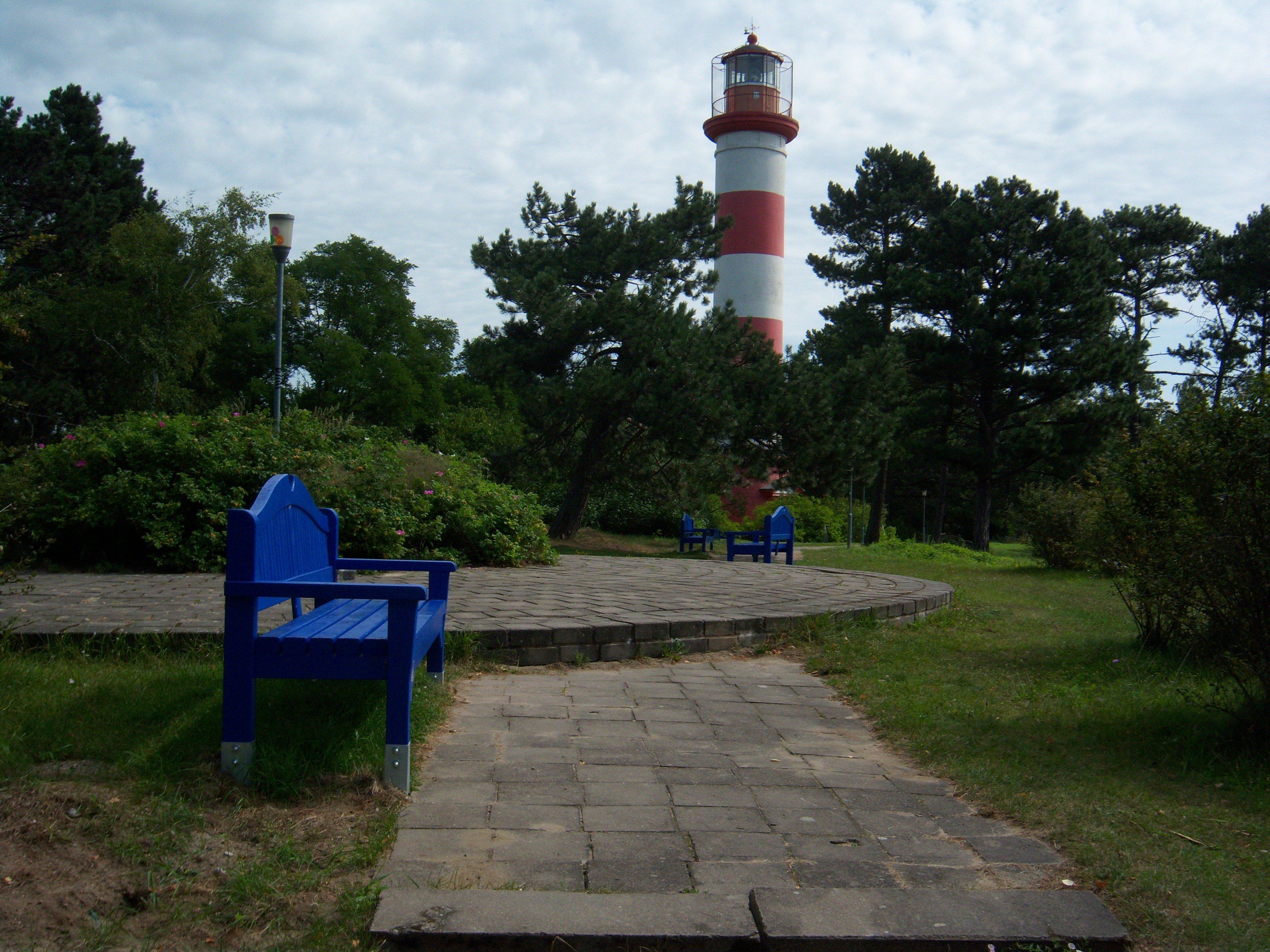
Auf dem Berg

Der Urbas Berg (litauisch Urbo kalnas) ist eine Sanddüne auf der Kurischen Nehrung, der sich auf dem Gebiet des Ortes Nida (deutsch NIdden) befindet. Es ist ein geomorphologisches Naturdenkmal. Der Hügel ist 52 Meter hoch. Ein ausgezeichneter Panoramablick auf die Kurische Nehrung und die Ostsee öffnet sich von der Spitze der Düne.

## Geschichte
Der Berg wurde ab 1828 von Georg David Kuwert künstlich bepflanzt. Dies ist die erste begrünte Düne auf der Kurischen Nehrung und ist ein beliebtes Ausflugsziel.
Seit 1874 befindet sich der Leuchtturm Nida auf der Spitze des Hügels. 1944 wurde er während des Rückzugs deutscher Truppen in die Luft gesprengt. 1945 wurde der Leuchtturm provisorisch repariert und 1953 neu errichtet und ist bis heute in Betrieb.